# Canton d'Yenne
Le canton de Yenne est une ancienne division administrative française, située dans le département de la Savoie et la région Rhône-Alpes.
Il disparaît en 2015 à la suite du redécoupage cantonal de 2014 et les communes sont intégrées au nouveau canton de Bugey savoyard.

## Histoire
Un nouveau découpage territorial du département de la Savoie entre en vigueur à l'occasion des premières élections départementales de mars 2015 suivant le décret du 27 février 2014.
Le nouveau canton du Bugey savoyard, initialement dénommé « canton de Yenne », est formé de communes des anciens cantons de Saint-Genix-sur-Guiers (10 communes), de Yenne (14 communes) et de Ruffieux (8 communes). Il est entièrement inclus dans l'arrondissement de Chambéry. Le bureau centralisateur est situé à Yenne.

## Composition
Le canton de Yenne regroupait les communes suivantes :
| Nom                      | Code Insee | Intercommunalité | Superficie (km2) | Population (dernière pop. légale) | Densité (hab./km2) |
| ------------------------ | ---------- | ---------------- | ---------------- | --------------------------------- | ------------------ |
| La Balme                 | 73028      | CC de Yenne      | 9,40             | 285 (2014)                        | 30                 |
| Billième                 | 73042      | CC de Yenne      | 5,98             | 267 (2014)                        | 45                 |
| La Chapelle-Saint-Martin | 73078      | CC de Yenne      | 2,57             | 153 (2014)                        | 60                 |
| Jongieux                 | 73140      | CC de Yenne      | 6,43             | 306 (2014)                        | 48                 |
| Loisieux                 | 73147      | CC de Yenne      | 9,33             | 193 (2014)                        | 21                 |
| Lucey                    | 73149      | CC de Yenne      | 6,14             | 306 (2014)                        | 50                 |
| Meyrieux-Trouet          | 73156      | CC de Yenne      | 11,05            | 306 (2014)                        | 28                 |
| Ontex                    | 73193      | CA Grand Lac     | 4,62             | 91 (2014)                         | 20                 |
| Saint-Jean-de-Chevelu    | 73245      | CC de Yenne      | 12,72            | 806 (2014)                        | 63                 |
| Saint-Paul-sur-Yenne     | 73269      | CC de Yenne      | 13,25            | 636 (2014)                        | 48                 |
| Saint-Pierre-d'Alvey     | 73271      | CC de Yenne      | 7,70             | 267 (2014)                        | 35                 |
| Traize                   | 73299      | CC de Yenne      | 9,48             | 304 (2014)                        | 32                 |
| Verthemex                | 73313      | CC de Yenne      | 9,28             | 186 (2014)                        | 20                 |
| Yenne                    | 73330      | CC de Yenne      | 23,36            | 2 982 (2014)                      | 128                |

## Représentation

### Conseillers généraux de 1861 à 2015
| Période                                  | Période                   | Identité                        | Étiquette                             | Qualité                                                                                                 |
| ---------------------------------------- | ------------------------- | ------------------------------- | ------------------------------------- | --- |
| 1861                                     | 1871                      | Comte Ernest de Boigne          | Majorité dynastique puis Centre droit | Avocat Propriétaire à Chambéry Député (1860-1870)                                                       |
| 1871                                     | 1880                      | Pierre Luc Goybet               | Droite Monarchiste                    | Avocat à Chambéry                                                                                       |
| 1880                                     | 1887 (démission d'office) | Jean-Marie Berthet              | Républicain                           | Banquier, maire d'Yenne                                                                                 |
| 1887                                     | 1904                      | Victor Barlet                   | Républicain                           | Propriétaire à Chambéry                                                                                 |
| 1904                                     | 1912 (démission)          | Maurice Maunand                 | Républicain                           | Pharmacien à Yenne                                                                                      |
| 1912                                     | 1919                      | Paul Césari                     | Rad.                                  | Docteur-médecin, maire d'Yenne                                                                          |
| 1919                                     | 1940                      | Maurice Mollard                 | Rad.                                  | Ingénieur civil Sénateur de la Savoie (1920-1944) Maire de Saint-Paul-sur-Yenne (1919-1925)             |
|                                          |                           |                                 |                                       | |
| 1944                                     | 1945                      | Claudius Borget (1868-1952)     |                                       | Maire d'Yenne Nommé conseiller départemental en 1944                                                    |
|                                          |                           |                                 |                                       | |
| 1945                                     | 1955 (décès)              | Robert Barrier                  | UDSR                                  | Député (1951-1955) Président du conseil général (1951-1955) Maire d'Aix-les-Bains (1953-1955)           |
| 1956                                     | 1961                      | Michel May                      | DVD                                   | Ingénieur agricole Maire d'Yenne                                                                        |
| 1961                                     | 1967                      | Michel Trousseau                | DVD                                   | Médecin à Yenne                                                                                         |
| 1967                                     | 1992                      | Albert Carron                   | DVD                                   | Agriculteur Vice-président du conseil général chargé des finances (1982-1992) Maire d'Yenne (1971-1983) |
| 1992                                     | 2004                      | René Carron (fils du précédent) | DVD                                   | Président national du Crédit agricole Maire d'Yenne (1995-2001)                                         |
| 2004                                     | 2011                      | Maurice Michaud                 | DVD                                   | Agriculteur Vice-président du conseil général délégué à l'agriculture Maire d'Yenne (2001-2014)         |
| 2011                                     | 2015                      | René Padernoz                   | app. EELV                             | Horticulteur Maire d'Yenne (2014-2020)                                                                  |
| Les données manquantes sont à compléter. |                           |                                 |                                       | |

### Conseillers d'arrondissement (de 1861 à 1940)
| Période                                  | Période      | Identité                   | Étiquette   | Qualité |
| ---------------------------------------- | ------------ | -------------------------- | ----------- | --- |
| 1861                                     |              | Antoine Goybet (1787-1867) |             | Maire de Yenne                                                                                              |
| 1871                                     |              | Charles Rubod (1812-1888)  | Républicain | Négociant, maire de Yenne                                                                                   |
|                                          |              |                            |             | |
| av.1887                                  |              | Victor Piollet             |             | Agronome, Lucey                                                                                             |
|                                          |              |                            |             | |
| 1913                                     | 1934 (décès) | Pierre Bolley (1875-1934)  | Radical     | Quincaillier, adjoint au maire de Yenne                                                                     |
| 1934                                     | 1940         | Anthelme Colleur           | Rad.        | Directeur de scierie, adjoint au maire de Yenne                                                             |
| 1940                                     |              |                            |             | Les conseils d'arrondissement ont été suspendus par la loi du 12 octobre 1940 et n'ont jamais été réactivés |
| Les données manquantes sont à compléter. |              |                            |             | |

## Démographie
| 1962  | 1968  | 1975  | 1982  | 1990  | 1999  | 2006  | 2011  | 2012  |
| ----- | ----- | ----- | ----- | ----- | ----- | ----- | ----- | ----- |
| 4 364 | 4 305 | 4 294 | 4 577 | 5 141 | 5 683 | 6 436 | 6 947 | 6 996 |